# نقاشی دیواری روی زمینه قرمز هندی
نقاشی دیواری روی زمینه قرمز هندی (به انگلیسی: Mural on Indian red ground) نقاشی رنگ روغن در سبک اکسپرسیونیسم انتزاعی، اثر جکسون پولاک، نقاش آمریکایی، است که در موزه هنرهای معاصر تهران نگهداری می‌شود. این نقاشی گرانبهاترین اثر این موزه و به گمانی، باارزش‌ترین اثر پولاک در جهان است. این اثر آخرین بار ۲۵۰ میلیون دلار ارزش‌گذاری شده‌است.
این نقاشی در سال ۲۰۱۱ برای نمایش به ژاپن قرض داده شد. پس از بازگشت، اداره گمرک ایران این اثر را به خاطر بدهی وزارت فرهنگ و ارشاد اسلامی به آن اداره برای مدتی توقیف کرد. در پی این برخورد، فرح پهلوی، شهبانوی پیشین ایران که تابلو را در دهه ۱۹۷۰ میلادی خریداری کرده بود، بیانیه‌ای در اعتراض صادر کرد.